# Абрамова Гора
Абрамова Гора — деревня в Ефимовском городском поселении Бокситогорского района Ленинградской области.

## История
Смежный с деревней Койгушской погост упоминается на карте Новгородского наместничества 1792 года А. М. Вильбрехта.
Деревня Абрамова Горка упоминается на семитопографической карте Новгородской губернии 1847 года.

АБРАМОВА-ГОРКА — деревня Емельяновского общества, прихода Койгушского погоста.

Крестьянских дворов — 11. Строений — 25, в том числе жилых — 19. Жители занимаются рубкой, возкой и сплавом леса.

Число жителей по семейным спискам 1879 г.: 25 м. п., 34 ж. п.; по приходским сведениям 1879 г.: 23 м. п., 26 ж. п.

В конце XIX — начале XX века деревня административно относилась к Борисовщинской волости 5-го земского участка 3-го стана Тихвинского уезда Новгородской губернии.

АБРАМОВА ГОРКА — деревня Емельяновского общества, дворов — 16, жилых домов — 16, число жителей: 52 м. п., 52 ж. п.
 
Занятия жителей — земледелие. Озеро Белое. Смежна с погостом Койгушским. (1910 год)

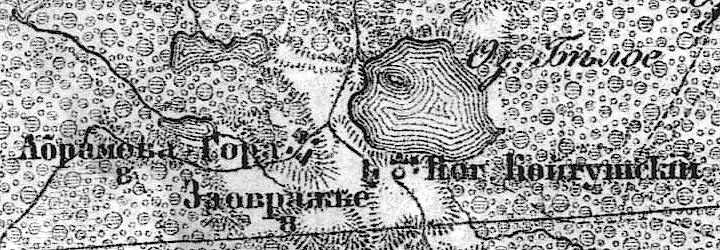
Деревня Абрамова Гора на карте 1917 года

Согласно военно-топографической карте Новгородской губернии издания 1917 года деревня называлась Абрамова Гора и состояла из 8 крестьянских дворов.
С 1917 по 1918 год деревня входила в состав Борисовщинской волости Тихвинского уезда Новгородской губернии. 
С 1918 года в составе Череповецкой губернии.
С 1927 года в составе Абрамогорского сельсовета Ефимовского района.
В 1928 году население деревни составляло 135 человек.
Согласно карте Ленинградской области Северо-западного аэрогеодезического треста ГГУ издания 1932 года деревня насчитывала 14 крестьянских дворов.
По данным 1933 года деревня Абрамова Гора являлась административным центром Абрамовогорского вепсского национального сельсовета Ефимовского района, в который входили 8 населённых пунктов: деревни Абрамова Гора, Дмитрово, Завразово, Конгуши, Петино, Усадище Петино, Щипачево и хутор Хорево, общей численностью населения 800 человек.
По данным 1936 года в состав сельсовета входили 7 населённых пунктов, 110 хозяйств и 4 колхоза.
С 1965 года в составе Бокситогорского района.
По данным 1966 и 1973 годов деревня Абрамова Гора входила в состав Абрамогорского сельсовета, с центром сельсовета в деревне Борисовщина.
По данным 1990 года деревня Абрамова Гора входила в состав Радогощинского сельсовета.
В 1997 году в деревне Абрамова Гора Радогощинской волости проживали 2 человека, в 2002 году — 1 человек (русский).
В 2007 и 2010 годах в деревне Абрамова Гора Радогощинского СП проживал 1 человек, в 2015 году постоянного населения не было.
В мае 2019 года Радогощинское сельское поселение вошло в состав Ефимовского городского поселения.

## География
Деревня расположена в северо-восточной части района на автодороге Койгуши — Дмитрово.
Расстояние до деревни Радогощь — 19 км.
Расстояние до ближайшей железнодорожной станции Ефимовская — 36 км.
Деревня находится на юго-западном берегу Белого озера.

## Демография
| 1928 | 1997 | 2002 | 2007 | 2010 | 2017 |
| ---- | ---- | ---- | ---- | ---- | ---- |
| 135  | ↘2   | ↘1   | →1   | →1   | ↘0   |

### Национальный состав
Согласно данным Всероссийской переписи населения 2021 года в деревне проживали 2 человека, из них:
 русские — 1, один человек национальность не указал.